# Michele Zanetti
Michele Zanetti (Trieste, 23 maggio 1940) è un politico, giurista e dirigente pubblico italiano. È stato presidente della provincia di Trieste dal 1970 al 1977.

## Biografia
Laureato in giurisprudenza a Trieste, si è specializzato a Torino ed alla Sorbona di Parigi. È stato docente universitario di diritto del lavoro presso la Facoltà di Giurisprudenza dell'Università di Trieste.
Autore di pubblicazioni in materia di diritto del lavoro, di trasporti (terrestri e marittimi), di gestione portuale, di assistenza psichiatrica, di servizi sociali e sulle minoranze etniche, ha operato per la costituzione della Scuola di Formazione per Dirigenti Sindacali presso l'Università di Trieste, d'intesa con la Regione Friuli Venezia Giulia.
Ha svolto attività politica nelle file della Democrazia Cristiana.
È stato uno dei promotori insieme a Franco Basaglia della legge 180 per la chiusura degli ospedali psichiatrici nell'ambito del "Sistema Trieste".

## Incarichi pubblici ricoperti
- 1966 – 1969: Membro della Commissione Provinciale di controllo sugli atti amministrativi degli Enti Locali della Provincia di Trieste;
- 1970 – 1977: Presidente della Provincia di Trieste e componente del Consiglio Direttivo dell'Unione Province Italiane per tutto lo stesso periodo;
- 1971 – 1975: Presidente e fondatore del Consorzio per la costituzione e gestione dell'autoporto di Fernetti;
- 1975 – 1979: Membro del Consiglio di Amministrazione dell'Istituto di Sanità di Roma;
- 1977 – 1990: Presidente dell'Ente Autonomo del Porto di Trieste;
- 1987 – 1989: Presidente dell'Associazione dei Porti Italiani (Assoporti);
- 1995 – 1996: Assessore alle Finanze e all'Economia del Comune di Duino Aurisina;
- 1996 – 2001: Direttore dell'Azienda per i Servizi Sanitari n. 1 "Triestina".

## Altri incarichi
- Fondatore e membro del Consiglio di Amministrazione dell'Istituto di Studi e Documentazione sull'Est Europeo di Trieste;
- Fondatore e presidente dal 1981 al 1990 della Società Finanziaria Portuale Finporto Spa;
- Consigliere di Amministrazione della Finmare Spa dal 1985 al 1991;
- Presidente della Camera di Commercio Italo-Brasiliana dal 1987 al 1991;
- Vice Presidente del Donau Europäische Institut di Vienna;
- Membro del Consiglio di Amministrazione dell'Associazione "Neptune" fra Istituti Universitari europei che studiano i trasporti marittimi con sede a Bruxelles;
- Esperto indipendente per la materia dei trasporti marittimi presso la DG VII della Commissione europea;
- Esperto del Consiglio superiore della marina mercantile in materia di gestioni portuali;
- Esperto dell'Enaip regionale per la formazione professionale.